# Любимський Олександр Павлович
Люби́мський Олександр Павлович (13 (26) березня 1907, Мелітополь — 19 квітня 1981, Харків) — український радянський живописець, художник станкового і монументально-декоративного мистецтва, заслужений діяч мистецтв УРСР (з 1968).

## Біографія
В 1932 році закінчив Харківський художній інститут, де вчився в М. Бурачека й С. Прохорова. Учасник республіканських, всесоюзних і зарубіжних виставок з 1933 року. Учасник бойових дій у роки Другої світової війни. Викладав у Харківському художньому інституті у 1947–1965 роках, з 1949 року — доцент.

## Творчість
Серед його творів — «Спуск до шахти» (1932), «Вечір у степу» (1937), панно «Збирання яблук» у павільйоні УРСР на ВДНГ СРСР (у співавторстві з М. Рибальченком, 1939), «Не можна забути» (1968), «Зорі назустріч», «В думах про майбутнє» (обидва — 1969), «Первісток» (1971), «В обідню перерву»(1977) — чотири останні у співавторстві з М. Рибальченком, «Студентка» (1979).
Виконав у співавторстві з М. Рибальченком низку творів на шевченківську тематику: панно «Т. Шевченко серед російських письменників-демократів»; картини — «Т. Шевченко серед казахів», «Малий Тарас слухає розповідь свого діда про Коліївщину» (всі — 1940). Графічні твори — «Т. Шевченко з сестрою Яриною», «Т. Г. Шевченко, Марко Вовчок і І. С Тургенєв» (обидва — літографії, 1961), «Думи мої, думи», «Дитинство Тараса», «Вербичка» (всі — лінографії, 1964, у співавторстві з М. Рибальченком і Б. Ваксом).